# Arend Heyting
Arend Heyting (9 de mayo de 1898 en Ámsterdam - † 9 de julio en 1980 en Lugano, Suiza) fue un matemático especializado en lógica. Fue un estudiante de L.E.J. Brouwer, se trata de un fundador de un álgebra especial que presenta modelos de la lógica intuicionista es decir una lógica en la cual la ley del tercero excluido no vale, en general. Las álgebras completas de Heyting son un objeto central de estudio en topología sin puntos. 
Philosophy of Mathematics: Selected Readings 
Hilary Putnman & Paul Benacerraf